# منطقة دولية
المنطقة الدولية هي نوع من العمل خارج حدود الدول التي يحكمها القانون الدولي، أو معاهدة مماثلة بين دولتين أو أكثر. ويمكن الذهاب اليها عبر المطارات الدولية و تكون معفاة من الرسوم الجمركية.
و مناطق الصراع تكون هناك مناطق دولية تسمى المناطق الخضراء التي تشكل جيوب وقائية للحفاظ على الدبلوماسيين و قد يكون للبلدان في الصراع مناطق دولية تفصل بعضها البعض.

علم مدينة طنجة الدولية

## تدويل طنجة

### تاريخ تدويل طنجة

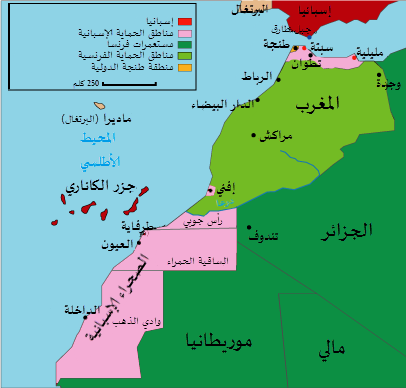
تدويل مدينة طنجة بخريطة الحماية على المملكة المغربية

- 8 أبريل 1904 : جعل الاتفاق الودي البريطاني الفرنسي طنجة منطقة دولية.
- 3 أكتوبر 1904 : نص البند رقم 9 من المعاهدة الفرنسية الأسبانية على الوضعية الدولية لطنجة.
- 7 أبريل 1906 : لم يحسم مؤتمر الجزيرة الخضراء في وضعية طنجة.
- 30 مارس 1912 : نص الفصل 1 من اتفاقية الحماية الفرنسية على المغرب على بقاء طنجة على حالتها الخصوصية.
- 27 نوفمبر 1912 : نصت اتفاقية فرنسا إسبانيا على استحداث منطقة جديدة بطنجة.
- 1914 - 1918 : انشغال فرنسا و ;بريطانيا بظروف الحرب العالمية الأولى.
- 18 دجنبر1923: توقيع فرنسا وإسبانيا و ;انجلترا لاتفاقية باريس التي أكدت على الوضع الدولي لطنجة.
- 1925 : تنفيذ اتفاقية باريس وتطبيق النظام الدولي لطنجة.
- 1940-1945: احتلال إسبانيا لطنجة.
- 1945-1956 : عودة النظام الدولي لطنجة.
- 29 أكتوبر 1956 : إنهاء النظام الدولي واسترجاع المغرب لسيادته على طنجة.

## الوضعية السياسية للمناطق الدولية
عند فرض النظام الدولي على مدينة ما
يتم الهيمنة على نشاطاتها السياسية و تجميدها وتصير تحت تصرف دولي

## الوضعية الادارية للمناطق الدولية

### مثال الوضعية الادارية لطنجة الدولية
أقرت اتفاقية باريس 18 دجنبر 1923 أجهزة إدارية متنوعة:
- المندوب السلطاني : يمثل السلطان المغربي، يحرص على احترام المغاربة للنظام الدولي، يترأس المجلس التشريعي لكن ليس له حق التصويت.
- المجلس التشريعي : يتكون من 18 نائبا أجنبيا و 6 مغاربة مسلمين و 3 مغاربة يهود. يسن القوانين التنظيمية.
- المدير : يتولى المنصب لمدة 6 سنوات يعينه المجلس التشريعي.
- الدرك : ينقسم إلى مشاة وخيالة يهتم بالشؤون الأمنية.
- لجنة المراقبة : تتكون من قناصل الدول الموقعة على مؤتمر الجزيرة الخضراء وتجتمع مرتين في الشهر.
- محكمة مختلطة : تتكون من 7 قضاة تفصل في النزاعات الجنائية والمدنية والتجارية.

## الوضعية الاقتصادية والاجتماعية
تخضع المناطق الدولية للهيمنة على أنشطتها الاقتصادية من خلال الشراكات التجارية والبنكية و تستفيد الدول المهيمنة من امتيازات متعددة كضعف أجور العمل و انخفاض تمن العقار و ندرة الرسوم الجمركية.